# Io non ho paura (film)
Io non ho paura è un film del 2003 diretto da Gabriele Salvatores.
Tratto dal romanzo omonimo di Niccolò Ammaniti, che ne ha anche scritto la sceneggiatura insieme a Francesca Marciano, il film ha vinto due David di Donatello ed è stato scelto come film per rappresentare l'Italia agli Oscar.
Questo film è riconosciuto come d'interesse culturale nazionale dalla Direzione generale Cinema e audiovisivo del Ministero per i beni e le attività culturali e per il turismo italiano, in base alla delibera ministeriale del 4 febbraio 2003.

## Trama
Michele Amitrano frequenta nel 1978 la quinta elementare e vive ad Acqua Traverse, un minuscolo borgo rurale dell'Italia del Sud (probabilmente in Basilicata, ma si tratta di un toponimo immaginario). Con la sorella più piccola Maria Grazia e altri ragazzi si trova in un campo di grano. A casa ci sono la madre Anna, domestica in un ristorante, e il padre Pino, che non è sempre presente a causa del suo mestiere di autotrasportatore. La gara organizzata nel campo ha come obiettivo una casa abbandonata e diroccata tra campi di grano, e l'ultimo arrivato dovrebbe fare la penitenza; a gara conclusa, pare che toccherebbe a Michele, arrivato ultimo per aiutare la sorella in difficoltà, ma a seguito di una votazione si decide che la pena toccherà alla loro amica Barbara, ma proprio all'ultimo Michele salva la ragazza dal gesto e decide di accollarsi lui la penitenza arrampicandosi sui muri della casa. Quando tutto il gruppo torna verso casa, Michele si accorge di aver perso gli occhiali della sorella nella casa abbandonata, quindi torna indietro per prenderli, scoprendo per caso una lastra di lamiera che solleva incuriosito, e in tal modo vede all'interno un piede che esce da una coperta. Dopo lo spavento iniziale, nei giorni seguenti torna sul luogo e scopre che il piede appartiene a un bambino biondo e delicato, quasi cieco per il buio, incatenato e ridotto a uno stato selvaggio. Nelle successive visite gli porta da mangiare, gli parla, e gli ridà una speranza.
Nel frattempo arriva a casa di Michele, come amico del padre camionista, Sergio il milanese, un uomo spietato, violento e pericoloso alla guida della banda di rapitori del bambino, che comprende tutti gli uomini del paese, compreso il padre di Michele. Il ragazzo lo capisce quando una sera il telegiornale racconta la scomparsa del bambino Filippo Carducci, rapito a Milano, e sente di nascosto Sergio e gli altri rapitori, che pretendono un riscatto dai ricchi genitori. Tramite la foto in televisione, Michele capisce che questo Filippo è proprio il bambino con cui ha fatto amicizia. Intanto Filippo, grazie all'amico, recupera le forze e torna di nuovo a poter riaprire gli occhi. Michele confida questo segreto al suo migliore amico Salvatore il quale lo riferisce ingenuamente al “Teschio”, ossia il fratello di Antonio Felice, facente parte della banda dei rapitori. Pino sgrida Michele e gli intima di non rivedere mai più Filippo, e il bambino sembra mantenere la promessa, anche per accontentare sua madre che vuole assolutamente evitare un peggioramento della situazione.
Col passare del tempo, il cerchio delle indagini sul rapimento si stringe e i carabinieri cominciano a perlustrare anche l'area di Acqua Traverse. Sopraggiunge il panico tra i rapitori, i quali, su consiglio del capo Sergio, decidono di uccidere il piccolo Filippo, che in seguito viene trasferito in un altro luogo, all'interno di un recinto. Venuto a conoscenza del nuovo nascondiglio, Michele corre a liberare Filippo, e riesce con fatica a fargli scavalcare il recinto esortandolo a scappare nei campi, ma rimane lui stesso intrappolato nel recinto. Nel frattempo gli adulti decidono chi deve uccidere Filippo: viene sorteggiato Pino. Appena questi apre la porta del recinto, Michele esce dal nascondiglio e grida “Papà!”, tuttavia il padre è convinto che il ragazzino sia Filippo, spara un colpo di fucile e colpisce Michele alla gamba, ferendolo non gravemente. Terrorizzato dal suo stesso gesto, Pino esce allo scoperto con il figlio in braccio, inseguito da Sergio. Nel frattempo Filippo è tornato indietro per rivedere o per non abbandonare Michele, e si accorge che è ferito. Sergio appena vede Filippo pensa di ucciderlo ma proprio in quel momento le luci dell'elicottero dei carabinieri lo illuminano e viene arrestato.

## Produzione
Girato nell'estate del 2002, il film è ambientato in un piccolo borgo rurale della Basilicata ed è stato girato in gran parte a Melfi.
Altre scene in Puglia, tra i campi di grano nei dintorni di Candela, nella Murgia e nella valle del fiume Ofanto, in Capitanata.

## Riconoscimenti
- 2004 - David di Donatello
  - Migliore fotografia a Italo Petriccione
  - David giovani a Gabriele Salvatores
  - Nomination Miglior film a Maurizio Totti, Riccardo Tozzi e Gabriele Salvatores
  - Nomination Miglior attore non protagonista a Diego Abatantuono
  - Nomination Miglior colonna sonora a Ezio Bosso
  - Nomination Miglior fonico di presa diretta a Mauro Lazzaro
- 2003 - Nastro d'argento
  - Regista del miglior film a Gabriele Salvatores
  - Migliore attore non protagonista a Diego Abatantuono
  - Migliore fotografia a Italo Petriccione
  - Nomination Migliore sceneggiatura a Niccolò Ammaniti e Francesca Marciano
  - Nomination Migliore produttore
  - Nomination Migliore colonna sonora a Mauro Lazzaro
  - Nomination Miglior sonoro a Ezio Bosso e Pepo Scherman
- 2003 - Festival internazionale del cinema di Berlino
  - Nomination Orso d'oro a Gabriele Salvatores
- 2003 - European Film Award
  - Nomination Migliore fotografia a Italo Petriccione
- 2003 - Globo d'oro
  - Miglior regia a Gabriele Salvatores
- 2005 - Premio Bodil
  - Nomination Miglior film straniero non statunitense a Gabriele Salvatores

- 2005 - Edgar Award
  - Nomination Miglior sceneggiatura a Francesca Marciano e Niccolò Ammaniti
- 2003 - Premio Flaiano
  - Migliore sceneggiatura a Niccolò Ammaniti e Francesca Marciano
  - Migliore colonna sonora a Ezio Bosso
  - Premio del Pubblico al migliore attore a Giuseppe Cristiano
- 2003 - Ciak d'oro
  - Migliore attore non protagonista a Diego Abatantuono[3]
  - Migliore sceneggiatura a Niccolò Ammaniti e Francesca Marciano[3]
  - Migliore fotografia a Italo Petriccione [3]
  - Miglior manifesto[3]
  - Nomination Miglior montaggio a Massimo Fiocchi[4]
  - Nomination Migliore scenografia a Giancarlo Basili[4]
  - Nomination Miglior sonoro in presa diretta a Mauro Lazzaro e Luca Novelli[4]
  - Nomination Migliore produttore a Riccardo Tozzi, Maurizio Totti, Marco Chimenz e Giovanni Stabilini[4]
- 2004 - Golden Trailer Awards
  - Nomination Miglior film indipendente straniero
- 2004 - Santa Barbara International Film Festival
  - Premio della Giuria al miglior film internazionale a Gabriele Salvatores
- 2004 - Young Artist Award
  - Nomination Miglior film internazionale
- 2006 - Bastia Italian Film Festival
  - Premio del pubblico a Gabriele Salvatores